# Pedro Gregorio Echeandía y Jiménez
Pedro Gregorio Echeandía y Jiménez (*Pamplona, 1746 - Zaragoza, 1817), fue un farmacéutico y destacado botánico español.

## Biografía
Al principio, la vida de Pedro Echeandía transcurrió en Pamplona, donde cursó varios años de Teología antes de dedicarse al estudio y práctica de la Farmacia, y de su ingreso en el Colegio de San Cosme y San Damián. Más tarde se trasladó a Zaragoza, siendo admitido en el antiguo Colegio de Boticarios, que le asignó en 1772 una de las nueve boticas existentes en la ciudad, la situada en la calle San Pablo.
En 1786, Pedro Echeandía fue nombrado socio de la Real Sociedad Económica Aragonesa de Amigos del País. En 1796 se ofreció para enseñar gratuitamente botánica en la Sociedad Económica y emprendió las siembras y plantaciones oportunas para la formación del Jardín Botánico de Zaragoza, con materiales vegetales tanto aragoneses como procedentes de Valencia, Sevilla, Madrid, Barcelona, París y América. Entonces era alcalde examinador del Real Colegio de Boticarios de Zaragoza, ex visitador de las boticas del reino de Aragón, socio correspondiente de los Jardines Botánicos de Madrid y Montpellier, socio de mérito de la R.S.E.A.A.P. y de la Económica de Sevilla.
En 1796 (30 de noviembre) fue nombrado catedrático.
El 18 de abril de 1797, tuvo lugar la inauguración pública de las cátedras de Botánica y Química de la Universidad de Zaragoza, en la que Pedro Echeandía leyó un importante discurso.
A lo largo de veinte años de docencia, con una corta interrupción debida a la invasión napoleónica, escucharon sus lecciones numerosos alumnos, entre los que figuró Mariano Lagasca.
Pedro Echeandía recorrió todo el término de Zaragoza, formando un gran herbario y escribió una magna obra, Flora Cesaraugustana, que lamentablemente se perdió, en ella se reunía cuanto Carlos Linneo exigía en esta clase de trabajos: descripción completa del vegetal, lugares de localización y estudio de los usos médicos y económicos del mismo.
Entre la producción inédita de Pedro Echeandía y, desgraciadamente, también perdida, figuran los trabajos titulados Comentarios a la materia médica de Cullen y Sinonimia botánica. Redactó un reglamento para el buen funcionamiento del Jardín Botánico de Zaragoza, que, junto con otro manuscrito donde defendía los medios ideados para el sostenimiento de las cátedras, fueron vistos en la R.S.E.A.A.P. a principios del siglo XX por Hilarión Gimeno.
Pedro Echeandía logró introducir el cultivo de la patata en Aragón. Realizó una importante serie de ensayos agronómicos con determinadas especies útiles, tras los cuales logró mejorar los rendimientos en cultivos de sésamo, cacahuete, melón, sandía y trigo. También cultivó la adormidera con el fin de obtener opio y evitar su importación. Divulgó las teorías de eminentes científicos extranjeros como Proust, Lavoisier, Baumé o Linneo, del que fue entusiasta seguidor.
El botánico Gómez Ortega le dedicó el género Echeandia, que comprende tres liliáceas americanas de la tribu de las asfodéleas, una de las cuales, la Echeandia terniflora, se halla representada en la lámina que Pardo Bartolini ilustró para la Universidad de Zaragoza.

## Obras
- El herbario: es el más antiguo de Aragón conservador y uno de los primeros de España. Consta de 215 ejemplares de plantas y se conserva en la Real Sociedad Económica Aragonesa de Amigos del País (Zaragoza), a la que fue donado por su autor. En la ordenación de los distintos grupos taxonómicos sigue fielmente el sistema linneano, aunque en algunas etiquetas aparece la equivalencia de estos grupos con los del sistema natural de Jussieu.
- Función Pública de abertura de las Cátedras de Botánica y Química que celebró la Real Sociedad Aragonesa (Miedes, Zaragoza, 1797), Memoria sobre el Maní de los americanos, Cacahuete de los españoles y Arachis hypogoea de Linneo (Imp. Miedes, Zaragoza, 1800), Flora Cesaraugustana y Curso práctico de Botánica, obra póstuma de D. Pedro Gregorio Echeandía, precedida de un discurso leído por Manuel Pardo Bartolini (Imp. Añoz, Madrid, 1861).
- Ensayo sobre la recolección de la patata. (1798).

- La abreviatura «Echeandía» se emplea para indicar a Pedro Gregorio Echeandía y Jiménez como autoridad en la descripción y clasificación científica de los vegetales.[2]